# Raj Bhavsar
Raj Bhavsar (Houston, Texas, 7 de septiembre de 1980) es un gimnasta artístico estadounidense, dos veces subcampeón del mundo en el concurso por equipos en 2001 y 2003.

## Carrera deportiva
En el Mundial de Gante 2001 gana la plata en el concurso por equipos; Estados Unidos queda tras Bielorrusia y por delante de Ucrania, y sus compañeros de equipo fueron: Sean Townsend, Stephen McCain, Guard Young, Brett McClure y Paul Hamm.
En el Mundial de Anaheim 2003 vuelve a ser plata en el concurso por equipos, tras China y por delante de Japón; en esta ocasión sus colegas de equipo eran: Jason Gatson, Morgan Hamm, Paul Hamm, Brett McClure y Blaine Wilson.
En los JJ. OO. de Pekín 2008 gana el bronce en el concurso por equipos, tras China (oro) y Japón (plata), siendo sus compañeros: Alexander Artemev, Joe Hagerty, Jonathan Horton, Justin Spring y Kai Wen Tan.